# Per Schwab
Per Schwab (Ornö, 17 de agosto de 1911 - 2 de agosto de 1970) fue un pintor, escenógrafo y director de teatro noruego nacido en Suecia.

## Biografía
Schwab nació en Estocolmo, Suecia. Sus padres fueron el profesor Eigil Wilhelm Schwab (1882–1952) y la pintora Anna Axén (1880–1962).
Asistió al Real Instituto de Tecnología en Estocolmo y estudió durante seis años en la Real Academia Sueca de Bellas Artes.
Fue contratado por el director de teatro Hans Jacob Nilsen como pintor de escenografías en el Teatro Nacional de Bergen en 1934. Se convirtió en escenógrafo permanente y luego se desempeñó como director de teatro desde 1952 hasta 1961. A partir de 1961 trabajó como escenógrafo en el Teatro Nacional.
Schwab se casó con la actriz Astrid Leikvang (1907–1997) en 1937; se divorciaron en 1942. En 1944, Schwab se casó con otra actriz, Thora Neels-Hansson (1918–2007), hija del director de teatro Gunnar Neels-Hansson (1873–1967). Su hija, Tine Schwab, se convirtió en diseñadora de escenarios y escenógrafa en la Ópera de Oslo.